# Ferdinando Nuzzi
Ferdinando Nuzzi (Orte, 10 de setembro de 1645 – Orvieto 1º de dezembro de 1717) foi um cardeal católico romano.

## Biografia
Nasceu em Orte em 10 de setembro de 1645. A família paterna era originária de Todi. Terceiro dos seis filhos do conde Giacomo Nuzzi e sua esposa, Marianna Persiani. Seu primeiro nome também consta como Samaritana, chamada de Maritana pela família. Seu sobrenome também está listado como Nuptio. Foi para Roma em 1654.
Estudou no Colégio Jesuíta Romano ; e na Universidade La Sapienza, em Roma, onde obteve o doutorado em utroque iure, tanto em direito canônico quanto em direito civil.
Ordenado (nenhuma informação adicional encontrada). Advogado da Cúria Romana. Comissário geral da Câmara Apostólica, 2 de novembro de 1688. Referendário dos Tribunais da Assinatura Apostólica de Justiça e de Graça, 9 de novembro de 1691. Cânon da basílica patriarcal do Vaticano, novembro de 1692. Eleitor do Tribunal da Assinatura Apostólica. Secretário do SC do Conselho Tridentino, março de 1696. Consultor do Supremo SC da Inquisição Romana e Universal, abril de 1696; assessor, 1700. Clérigo da Câmara Apostólica e presidente da Annona(Agricultura), 2 de janeiro de 1702. Consultor do Supremo SC da Inquisição Romana e Universal. Pró-tesoureiro geral da Câmara Apostólica na ausência do tesoureiro, brevemente em 1706. Secretário da SC dos Bispos e Regulares, maio de 1706. Secretário da Congregação das Águas.
Eleito arcebispo titular de Nicéia, em 7 de junho de 1706. Consagrado, em 13 de junho de 1706, na igreja de S. Carlo ai Catinari, Roma, pelo Cardeal Fabrizio Paolucci, secretário de Estado, auxiliado por (nenhuma informação adicional encontrada). Assistente no Trono Pontifício, 24 de junho de 1706. Corretor da Penitenciária Apostólica, outubro de 1712.
Criado cardeal sacerdote no consistório de 16 de dezembro de 1715; recebeu o chapéu vermelho e o título de S. Pudenziana, em 5 de fevereiro de 1716. Transferido para a sé de Orvieto, com título pessoal de arcebispo, em 30 de março de 1716. Construiu o Palazzo Nuzzi em Orte. Ele escreveu o opúsculo Discorso intorno alla coltivazione della Campagna di Roma .
Morreu em Orvieto em 1º de dezembro de 1717. Exposto e enterrado na catedral de Orvieto. Seu sobrinho Innocenzo ergueu um monumento em sua memória na Capela de S. Brizio da catedral de Orvieto, que posteriormente foi removido.